# Waterkrachtcentrale Sisimiut
De waterkrachtcentrale Sisimiut is een waterkrachtcentrale in Groenland bij de stad Sisimiut.
Deze centrale heeft twee Francisturbines met een totale capaciteit van 15 MW.